# 13002 Vickihorner
13002 Vickihorner este o planetă minoră (asteroid) din centura de asteroizi. A fost descoperită pe 30 ianuarie 1982 la Observatorul Palomar de Schelte J. Bus. 
Obiectul prezintă o orbită caracterizată de o semiaxă mare de 2,3979666 UAi, o excentricitate de 0,09, o înclinație de 5,02394 ° în raport cu ecliptica.